# Paravelleda aberrans
Paravelleda aberrans là một loài bọ cánh cứng trong họ Cerambycidae.